# Dilara Baştar
Dilara Baştar (* 1988 in Istanbul, Republik Türkei) ist eine türkische Opernsängerin in der Stimmlage Mezzosopran, Alt und Sopran.

## Leben
Im Jahre 2002 hat Dilara Baştar ihr Musikstudium, unter anderem Klarinette, am Konservatorium der staatlichen Universität Istanbul in ihrer Geburtsstadt begonnen. Sie wechselte 2006 zum Studiengang Gesang ebenfalls in der Metropole Istanbul, an die staatliche Mimar Sinan Universität der Schönen Künste.
Die Mezzosopranistin gewann im Juni 2012 die 14. Ausgabe des Siemens Opernwettbewerbs in der Türkei. Im Rahmen des ersten Preises hat sie ein Stipendium zum Opernstudio vom Badischen Staatstheater Karlsruhe in Karlsruhe erhalten. Sie führte daher ihr Gesangsstudium an der Hochschule für Musik Karlsruhe weiter, außerdem war sie bei der Einweihung des Wolfgang-Rihm-Forums zu erleben, und schloss 2014 es erfolgreich ab. Zur Spielzeit 2014/15 wurde sie ein fester Bestandteil des Opernensembles des Badischen Staatstheater Karlsruhe.
Baştar nahm im Juni 2015 als Opernsängerin an der multimedialen Eröffnungsshow der Feierlichkeiten zum 300. Stadtgeburtstag der Stadt Karlsruhe teil. In dieser Eröffnungsshow stellte sie die Markgräfin von Baden Karoline Luise dar.
Im April 2016 wurde sie zu den drei Nominierten in der Kategorie beste Operndarstellerin des Jahres bei den Donizetti Klassische Musik Preisverleihungen in der Türkei ernannt. Aufgrund ihrer Leistung und Etablierung im Opernensembles des Badischen Staatstheater Karlsruhe überzeugte Baştar dort mit ihren übernommenen wichtigen Mezzosopran-Parts unterschiedlichster Rollen und mit ihrer künstlerischen Darstellung in jeder Spielzeit.
Im Februar 2017 trat Baştar als Opernsängerin bei den 40. Händel-Festspielen Karlsruhe in der Neuinszenierung des Dramas Semele in der Rolle „Ino“ auf.
Seit Oktober 2017 verhalf Baştar mit ihrer künstlerischen Darbietung als Opernsängerin bei der Oper von Wagners Götterdämmerung in der Rolle „Wellgunde“ mit, welches im Staatstheater Karlsruhe aufgeführt wurde, wofür der verantwortliche Opern-Regisseur Tobias Kratzer im November 2018 den 13. deutschen Theaterpreis Der Faust (2018) in der Kategorie „Beste Regie im Musiktheater“ erhielt. Aufgrund der seltenen konzeptuellen Stimmigkeit und Genauigkeit der schweren Oper von Richard Wagner.
Anfang 2019 trat sie überzeugend mit Brillanz in der Weidener Max-Reger-Halle im „Großen Neujahrskonzert“ auf und bot unter anderem das „Barkarole“-Lied dar.

## Auftritte (Rollen)
| Von               | bis               | Oper                           | Rolle                                     | Sprache           | Veranstaltungsort       |
| Spielzeit 2019/20 | Spielzeit 2019/20 | Spielzeit 2019/20              | Spielzeit 2019/20                         | Spielzeit 2019/20 | Spielzeit 2019/20       |
| ----------------- | ----------------- | ------------------------------ | ----------------------------------------- | ----------------- | ----------------------- |
| Mai 2020          | Juli 2020         | Die Zauberflöte                | 2. Dame ZBS                               | französisch       | Staatstheater Karlsruhe |
| Dez. 2019         | Juli 2020         | Don Giovanni                   | Zerlina ZBS                               | italienisch       | Staatstheater Karlsruhe |
| Nov. 2019         | Dez. 2019         | Hänsel und Gretel              | Hänsel EBS                                | deutsch           | Staatstheater Karlsruhe |
| Okt. 2019         | Mai 2020          | Faust                          | Siebel EBS                                | französisch       | Staatstheater Karlsruhe |
| Sep. 2019         | März 2020         | Hoffmanns Erzählungen          | Niklaus / Muse EBS Stella DBS             | französisch       | Staatstheater Karlsruhe |
| Sep. 2019         | Nov. 2019         | Das schlaue Füchslein          | Fuchs EBS                                 | deutsch           | Staatstheater Karlsruhe |
| Spielzeit 2018/19 |                   |                                |                                           |                   |                         |
| Juni 2019         | Juli 2019         | Hoffmanns Erzählungen          | Niklaus / Muse                            | französisch       | Staatstheater Karlsruhe |
| Juni 2019         | Juli 2019         | Pelléas et Mélisande           | Mélisande ZBS                             | französisch       | Staatstheater Karlsruhe |
| März 2019         | Mai 2019          | Die Passagierin                | Hannah                                    | deutsch           | Bühnen der Stadt Gera   |
| Dez. 2018         | Juni 2019         | Das schlaue Füchslein          | Fuchs EBS                                 | deutsch           | Staatstheater Karlsruhe |
| Nov. 2018         | Jan. 2019         | Hänsel und Gretel              | Hänsel EBS                                | deutsch           | Staatstheater Karlsruhe |
| Okt. 2018         | Apr. 2019         | Anna Bolena                    | Smeton EBS                                | italienisch       | Staatstheater Karlsruhe |
| Sep. 2018         | Juli 2019         | Hair                           | Sheila Franklin ZBS                       | englisch          | Staatstheater Karlsruhe |
| Sep. 2018         | Feb. 2019         | Götterdämmerung                | 2. Norn / Wellgunde                       | deutsch           | Staatstheater Karlsruhe |
| Spielzeit 2017/18 |                   |                                |                                           |                   |                         |
| Juni 2018         | Juli 2018         | Anna Bolena                    | Smeton ZBS                                | italienisch       | Staatstheater Karlsruhe |
| März 2018         | Juni 2018         | Schwanda, der Dudelsackpfeifer | Königin                                   | deutsch           | Stadttheater Gießen     |
| Feb. 2018         | Mai 2018          | Das Rheingold                  | Floßhilde                                 | deutsch           | Staatstheater Karlsruhe |
| Feb. 2018         | Feb. 2018         | Die Milde des Titus            | Sesto                                     | italienisch       | Theater in Heilbronn    |
| Jan. 2018         | Mai 2018          | Die Milde des Titus            | Sesto                                     | italienisch       | Staatstheater Mainz     |
| Okt. 2017         | Mai 2018          | Götterdämmerung                | 2. Norn / Wellgunde                       | deutsch           | Staatstheater Karlsruhe |
| Sep. 2017         | Jan. 2018         | Die Milde des Titus            | Sesto EBS                                 | italienisch       | Staatstheater Karlsruhe |
| Spielzeit 2016/17 |                   |                                |                                           |                   |                         |
| Juli 2017         | Juli 2017         | Die Milde des Titus            | Sesto EBS                                 | italienisch       | Staatstheater Karlsruhe |
| März 2017         | Juni 2017         | Die Hochzeit des Figaro        | Cherubino EBS                             | italienisch       | Staatstheater Karlsruhe |
| Feb. 2017         | Feb. 2017         | Semele                         | Ino                                       | englisch          | Staatstheater Karlsruhe |
| Dez. 2016         | Apr. 2017         | Die Walküre                    | Siegrune                                  | deutsch           | Staatstheater Karlsruhe |
| Sep. 2016         | Mai 2017          | Das Rheingold                  | Floßhilde EBS                             | deutsch           | Staatstheater Karlsruhe |
| Sep. 2016         | Feb. 2017         | Die Capulets und die Montague  | Romeo EBS                                 | italienisch       | Staatstheater Karlsruhe |
| Spielzeit 2015/16 |                   |                                |                                           |                   |                         |
| Juli 2016         | Juli 2016         | Das Rheingold                  | Floßhilde EBS                             | deutsch           | Staatstheater Karlsruhe |
| Juni 2016         | Juni 2016         | Die menschliche Stimme         | Die Frau                                  | französisch       | Staatstheater Karlsruhe |
| Juni 2016         | Juli 2016         | Die Capulets und die Montague  | Romeo EBS                                 | italienisch       | Staatstheater Karlsruhe |
| Mai 2016          | Juni 2016         | Carmen                         | Mercédès EBS                              | französisch       | Staatstheater Karlsruhe |
| Apr. 2016         | Juli 2016         | Gegen die Wand                 | Sibel                                     | /                 | Stadttheater Gießen     |
| Nov. 2015         | Dez. 2015         | Hänsel und Gretel              | Sandmännchen                              | deutsch           | Staatstheater Karlsruhe |
| Sep. 2015         | Mai 2016          | Die Zauberflöte                | 2. Dame                                   | deutsch           | Staatstheater Karlsruhe |
| Sep. 2015         | Apr. 2016         | Falstaff                       | Mrs. Meg Page                             | italienisch       | Staatstheater Karlsruhe |
| Spielzeit 2014/15 |                   |                                |                                           |                   |                         |
| Juli 2015         | Juli 2015         | Falstaff                       | Mrs. Meg Page EBS                         | italienisch       | Staatstheater Karlsruhe |
| Mai 2015          | Juli 2015         | Così fan tutte                 | Dorabella                                 | italienisch       | Staatstheater Karlsruhe |
| Jan. 2015         | Mai 2015          | Die Zauberflöte                | 2. Dame ZBS                               | deutsch           | Staatstheater Karlsruhe |
| Dez. 2014         | Juli 2015         | Fantasio                       | Fantasio EBS                              | deutsch           | Staatstheater Karlsruhe |
| Nov. 2014         | Feb. 2015         | Hänsel und Gretel              | Sandmännchen EBS                          | deutsch           | Theater in Heilbronn    |
| Okt. 2014         | Jan. 2015         | Das Kind und der Zauberspuk    | Die Katze / Das Eichhörnchen / Die Mutter | französisch       | Staatstheater Karlsruhe |
| Sep. 2014         | Feb. 2015         | Boris Godunow                  | Fjodor                                    | russisch          | Staatstheater Karlsruhe |
| Spielzeit 2013/14 |                   |                                |                                           |                   |                         |
| Juli 2014         | Juli 2014         | Boris Godunow                  | Fjodor                                    | russisch          | Staatstheater Karlsruhe |
| Juni 2014         | Juli 2014         | Das Kind und der Zauberspuk    | Die Katze / Das Eichhörnchen / Die Mutter | französisch       | Staatstheater Karlsruhe |
| März 2014         | Mai 2014          | Die Passagierin                | Hannah                                    | deutsch           | Staatstheater Karlsruhe |
| Jan. 2014         | Mai 2014          | Doctor Atomic                  | Pasqualita                                | englisch          | Staatstheater Karlsruhe |
| Dez. 2013         | Dez. 2013         | Hänsel und Gretel              | Sandmännchen EBS                          | deutsch           | Staatstheater Karlsruhe |
| Nov. 2013         | März 2014         | Rigoletto                      | Giovanna                                  | italienisch       | Staatstheater Karlsruhe |
| Sep. 2013         | Jan. 2014         | Die Hochzeit des Figaro        | Cherubino ZBS                             | italienisch       | Staatstheater Karlsruhe |
| Spielzeit 2012/13 |                   |                                |                                           |                   |                         |
| Apr. 2013         | Juli 2013         | Jugendoper Border              | Abiah EBS                                 | deutsch           | Staatstheater Karlsruhe |
| Nov. 2012         | Jan. 2013         | Hänsel und Gretel              | Sandmännchen                              | deutsch           | Staatstheater Karlsruhe |

### Weitere Auftritte
| Jahr | Oper / Rolle                          | Veranstaltungsort              |
| ---- | ------------------------------------- | ------------------------------ |
| 2013 | Die Hochzeit des Figaro als Cherubino | Hochschule für Musik Karlsruhe |
| 2013 | Greek                                 | Hochschule für Musik Karlsruhe |
| 2011 | Die Hochzeit des Figaro als Cherubino | Mimar Sinan Universität        |
| 2009 | Gianni Schicchi als Zita              | Mimar Sinan Universität        |
| 2007 | Die lustigen Weiber von Windsor       | Mimar Sinan Universität        |
| 2006 | Carmen                                | Mimar Sinan Universität        |

## Ehrungen und Nominierungen
- 2017/18
  - Goldener Fächer der Kunst und Theatergemeinde Karlsruhe e. V. (13. Ausgabe) in der Bundesrepublik Deutschland – Nominierung als beste Künstlerin des Jahres[29]
- 2016
  - Donizetti Klassische Musik Preisverleihung (6. Ausgabe) in der Republik Türkei – Nominierung als beste Operndarstellerin des Jahres[13]
- 2012
  - Siemens Opernwettbewerb (14. Ausgabe) in der Republik Türkei – 1. Preis[7]
  - Internationalen Ferruccio Tagliavini Gesangswettbewerbs (18. Ausgabe) in Graz, Republik Österreich[7]
    - 3. Preis (2. Sektion – Stimmen in Ausbildung)[7][30]
- 2011
  - Internationalen Musikwettbewerb in Burgas, Republik Bulgarien
    - 1. Preis – Musik von Deutschland und Österreich[7]
    - Beste Mozart-Interpretation[7]
    - Hristina Anghelakova-Sonderpreis[7]

## Kritik
Rolle in Hoffmanns Erzählungen als Niklaus / Muse

„… Die Altistin Dilara Bastar singt die Muse wie auch die Hosenrolle mit ihrem so typischen dunklen und sinnigen Timbre …“

„… Die Muse /Niklaus wird in fescher Montur von Dilara Bastar ganz prominent gegeben. Mit schön ausschwingender Gesangslinie ihres wohllautenden Mezzosoprans versteht sie immer wieder die Aufmerksamkeit des Geliebten auf sich zu lenken …“

Rolle in Anna Bolena als Smeton

„… Quirlig auch Dilara Bastar als Page Smeton mit federleichtem, glockenreinen Sopran …“

„… Dilara Bastar kann hier ihre klangvolle Altstimme zur Geltung bringen …“

Rolle in Schwanda, der Dudelsackpfeifer als Königin

„… Mezzosopranistin Dilara Bastar singt sich als Eiskönigin in die Herzen des Publikums …“

Rolle in La clemenza di Tito als Sesto

„… Überragend, aber nicht einsam Dilara Bastar als Sesto mit tiefklingendem, hochexpressivem Mezzo …“

„… das auf hohem Niveau musiziert: Dilara Bastar als kerniger Sesto …“

„… Aber es war auch der Abend Dilara Bastars, die mit dem Sesto wohl eine neue Stufe auf der Karriereleiter erstiegen hat. Mit ihrer Arie „Parto, parto“ riss sie das Publikum zu Begeisterungsstürmen hin …“

„… Dilara Bastar entfaltet mit ihrem runden, vollen, dunklen Mezzosopran und leidenschaftlicher Darstellung die Seelenqualen von Sesto, der so lange von Vitellias Rachsucht und Titos Güte psychisch gefoltert wird, bis er zusammenbricht und sich die Pulsader aufschneidet …“

„… Ganz großartig Dilara Bastar als Sesto, die vom Publikum zurecht gefeiert wird …“

„… Dieses Hin- und Hergerissenen-Sein, die Gewissensqualen, die Sesto am Ende förmlich niederdrücken – das alles spielt Dilara Bastar so ehrlich und so anrührend, dass man geradezu mitleidet. Dazu gibt ihr dunkler, etwas verschatteter Mezzosopran der Figur einen besonderen Reiz …“

Rolle in Semele als Ino (Schwester)

„… ihre Schwester Ino (Dilara Bastar) versteht es, mit dunkel verhangenem Mezzo wehe Verzweiflung mitzuteilen („And see a maid bewoan“) … Dank präziser Personenführung sind alle Charaktere mit ihren Ausdrucksfarben auch schauspielerisch überzeugend präsent. Mit massiver Klangpracht setzen die Chöre triumphale Akzente oder zelebrieren, die sterbende Semele umringend, ergreifende Trauer. Sie spielen engagiert mit …“

Rolle in La voix humaine als die Frau („Sie“)

„… Dilara Baştar ging schauspielerisch völlig in ihrer Rolle auf und verausgabte sich auch gesanglich total. Die Sopranhöhen bereiteten ihr keinerlei Mühe und immer blieb die Balance zwischen sauberem Gesang und purer Emotion gewahrt … überzeugte … hier Dilara Baştar als „Sie“ nicht nur mit untadeligem Gesang, sondern auch durch einen intensiv gestalteten Charakter …“

Rolle in I Capuleti e i Montecchi als Romeo (Anführer der Montecchi – Hosenrolle)

„… Dilara Bastar ist der weißblonde Romeo im weinroten Samtmantel … Sie verbindet leuchtende Mezzo-Höhen mit bronzener tieferer Lage. Auch wenn [sie] in den entfesselten Gipfel-Exkursionen nicht ohne Schrillheiten reüssier[t]: Da bahn[t] sich [eine] Karriere[n] an …“

Rolle in Gegen die Wand als Sibel

„… Dilara Bastar verleiht ihrer Sibel wirksam Kontur. Ihr kraftvoller Mezzosopran beeindruckt mit guter Höhe und Volumen. Die orientalisch anmutenden Vierteltöne ihrer Eingangsarie meistert die gebürtige Türkin mit deutscher Gründlichkeit. Bastar wird zum Blickfang des Abends …“

„… in der Rolle der flatterhaften, wild von ihren Sehnsüchten umhergetriebenen Sibel gibt die Mezzosopranistin Dilara Bastar vom Staatstheater Karlsruhe eine bravouröse Vorstellung. Sowohl gesanglich als auch darstellerisch ist sie mit enormer emotionaler Hingabe bereit, bis an die Grenzen zu gehen. Im Verlauf des Abends gewinnt ihre Darstellung zunehmend an Intensität, und ihr Gesang ist einfach betörend …“

„… zu Recht besonders gefeiert wurde am Premierenabend aber Dilara Bastar, die als Sibel mitreißt. Sowohl darstellerisch als auch mit ihrer glasklaren und geschmeidigen Stimme überzeugt Mezzosopranistin Bastar auf ganzer Linie …“

Rolle in Fantasio als Fantasio (Student)

„… Dilara Bastar singt mit klangschönem Mezzo die romantisch-verhaltenen Arien Fantasios …“

„… Dilara Bastars Mezzo hat ein in der Tiefe herb schattiertes, in der Höhe klar leuchtendes Timbre, mit dem sie ihrem Fantasio viel Charakter gibt. Dass die Partie ihr etliche Legato-Kantilenen in unangenehm tiefer Lage abverlangt, …, insgesamt aber gelang ihr eine ebenso wohlklingende wie empathische Interpretation dieses Liebes- und Freiheitshelden …“

Rolle in Doctor Atomic als Pasqualita (Kindermädchen)

„… Dazu passt dann auch das Auftauchen des Tewa-Kindermädchens der Oppenheimers, die mit der Altstimme von Dilara Bastar wie eine indianische Verwandte von Wagners Erda orakelt …“

„… Pasqualita (mit herrlich erdigem Mezzo: Dilara Bastar), …“

„… sind … bestens besetzt, auch der …, … und ihr indigenes Kindermädchen, gesungen von Dilara Bastar, höhen- und sehr tiefensicher …“

Rolle in Le nozze di Figaro als Cherubino (Page des Grafen)

„… Dilara Bastar als Cherubino vor allem in ihrer Arie "Voi che sapete" laute Bravos – kein Wunder, denn erstens besticht ihr butterweicher Mezzosopran, und zweitens gibt sie dem jungen Verliebten etwas Anrührendes, Unschuldiges …“

„… türkische Altistin Dilara Bastar geht in dieser Hosenrolle, …, ganz köstlich auf. Mit einem äußerst gutturalen Timbre bleibt ihre Stimme noch lange im Ohr …“

## Auftritt-Videos (Auswahl)
- Badischen Staatstheater Karlsruhe (2012–2020)
  - Hänsel und Gretel (2019 – Hosenrolle) auf YouTube, 29. November 2019.
  - Hoffmanns Erzählungen (2019 – Hosenrolle) auf YouTube, 11. Juni 2019.
  - Das schlaue Füchslein (2018) auf YouTube, 21. Dezember 2018.
  - La Clemnza di Tito (2017) auf YouTube, 10. Juli 2017.
  - I Capuleti e i Montecchi – Romeo und Julia (2016 – Hosenrolle) auf YouTube, 9. Juni 2016.
  - Fantasio (2014 – Hauptrolle) auf YouTube, 23. Dezember 2014.
- Internationalen Musikwettbewerb in Burgas (Republik Bulgarien) – 2011
  - Dilara Baştar sing Vitellia – Mozart, La Clemenza di Tito auf YouTube, 1. Mai 2011.